# William Townsend
William Cameron Townsend (9 de julio de 1896 – 23 de abril de 1982) fue un misionero cristiano que comenzó su ministerio en la primera mitad del siglo XX. Las organizaciones que fundó, los Traductores de la Biblia Wycliffe (Wycliffe Bible Translators) y el Instituto Lingüístico de Verano (Summer Institute of Linguistics), permanecen activas, y se enfocan en producir traducciones de la Biblia en idiomas minoritarios, y en facilitar literatura en dichas lenguas. 
Townsend fue galardonado en México con el Orden del Águila Azteca en 1978, debido al trabajo que el ILV realizó en la investigación de las lenguas indígenas de México. Sin embargo, un año más tarde, la muy cercana relación que el ILV y Townsend habían mantenido por años con el gobierno mexicano terminó, en parte por las denuncias hechas por el Colegio de Etnólogos y Antropólogos Sociales (CEAS) de México sobre las actividades de proselitismo religioso y político que el ILV estaba realizando en los pueblos indígenas.

## Visión de sus organizaciones
La visión de estas organizaciones es que, una vez la Biblia esté disponible para una cultura específica, los cristianos de esa cultura puedan ser más autónomos, y los locales puedan ser los líderes de sus iglesias. Los cristianos locales deben ser liberados de la dependencia en otras organizaciones o culturas para su entrenamiento y liderazgo.

## Antecedentes de su obra
Cuando el joven William Cameron Townsend trató de vender Biblias en español en Guatemala en 1917-1918, descubrió que la mayoría de las personas que conoció no entendían el español, y tampoco poseían una forma escrita de su propio lenguaje, el Cakchiquel. Townsend abandonó sus intentos de vender Biblias y comenzó a vivir entre los Cakchiquels. Aprendió su lenguaje, creó un alfabeto para el mismo, analizó la gramática, y tradujo el Nuevo Testamento en sólo diez años.

## El Campamento Wycliffe
Preocupado por los otros grupos de lenguajes minoritarios, Townsend abrió el Campamento Wycliffe en Arkansas durante el verano de 1934. El campamento le debe su nombre al primer traductor del Nuevo Testamento al inglés, y fue diseñado para entrenar a personas jóvenes en los aspectos básicos de la lingüística y los métodos de traducción. Dos estudiantes se unieron.
El año siguiente (1935), tras una sesión de entrenamiento con cinco hombres que habían participado en el Campamento, Townsend los llevó a México para comenzar a trabajar en el campo para el cual habían sido entrenados.
Townsend se casó el 4 de abril de 1946, por segunda vez con Elaine Mielke, una ex-supervisora de educación de Chicago, y apadrinada por el expresidente de México, el General Lázaro Cárdenas y su esposa Doña Amalia en Pátzcuaro, Michoacán y que poco tiempo después sería papá por primera vez a los 50 años de edad de una pequeñita a quien llamaron Gracia. Ya que en su primer matrimonio con la joven misionera Elvira Malmstrom llevada a cabo en Guatemala el 9 de julio de 1919, mismo día en que el joven "Cam" como solían decirle, cumplía veintitrés años de edad, no tuvo hijos con ella. Poco tiempo después, junto a un grupo de cerca de veinte lingüistas para trabajar con grupos indígenas segregados en una jungla.

## Legado organizacional
De este pequeño comienzo ha crecido el ministerio mundial del Instituto Lingüístico de Verano, Traductores de la Biblia Wycliffe, Asociados Wycliffe, y el departamento técnico y de logística del Instituto Lingüístico de Verano.